# Hurts Like Heaven
Singles de Coldplay
Up with the Birds
(2012) Up in Flames
(2012)
Pistes de Mylo Xyloto
 Mylo Xyloto Paradise
Hurts Like Heaven est une chanson du groupe de rock Coldplay et est le cinquième single officiel de l'album Mylo Xyloto. Il est sorti le 27 juillet 2012.